# Venjamin Josifovič Flejšman
Venjamin Josifovič Flejšman či Fleischmann (rusky Вениамин Иосифович Флейшман, někdy také Benjamin Fleischmann, 7.jul./ 20. července 1913greg. Bežeck, Tverská gubernie — 14. září 1941 u Leningradu) byl sovětský hudební skladatel.

## Život a dílo
Venjamin Fleischmann zahynul v roce 1941 jako člen lidové brigády při obraně Leningradu v boji proti německým obléhatelům.
Jeho nedokončená opera „Rothschildovy housle“ (podle stejnojmenné povídky Antona Pavloviče Čechova) byla dokončena a instrumentována jeho učitelem Dmitrijem Šostakovičem.
Opera byla uvedena v roce 1968 pod vedením Maxima Šostakoviče v Leningradu.